# Сфирча
Сфирча (рум. Sfârcea) — село у повіті Алба в Румунії. Входить до складу комуни Интрегалде.
Село розташоване на відстані 294 км на північний захід від Бухареста, 26 км на північний захід від Алба-Юлії, 66 км на південь від Клуж-Напоки.

## Населення
За даними перепису населення 2002 року у селі проживали 63 особи, з них 62 особи (98,4%) румунів. Рідною мовою 62 особи (98,4%) назвали румунську.